# 風水
風水（ふうすい）は、古代中国の思想。

## 名称
「風水」という名称は、晋の郭璞に仮託された『葬書』にある。

「気乗風則散 界水則止 古人聚之使不散 行之使有止 故謂之風水」

 気は風に乗れば則ち散り、水に界せられば則ち止る。古人はこれを聚めて散らせしめず、これを行かせて止るを有らしむ。故にこれを風水と謂う。

から来ている。三浦國雄の『風水講義』では郭璞を、「比類のない博学の士であり、後世風水の元祖に祀りあげられた一種異能の天才」と呼んでいる。しかし『葬書』の語は同時代の資料には見られないため、郭璞の著作ではなく、実際の成立は唐代とする説もある。
また、『葬書』よりも古いとされる風水の古典『狐首経』にもある、

「得水為上 蔵風次之」

 得水を上とし、蔵風をこの次とす。

を語源とするという説もある。「蔵風得水」（ぞうふうとくすい）とは、水を得、風を防ぐような地形のことで、風水においてもっとも気が溜まる土地とされる。

## 風水の起源
三重大学の目崎茂和によると、風水の起源は殷・周時代（紀元前10世紀以前）の「卜宅」にあるとされる。これは宅地や村落の吉凶を占うもので、後の「陽宅風水」の基礎となった。一方、晋（紀元後3世紀）の時代には郭璞の撰による『葬書』が成立し、「風水」の語が誕生するとともに、後の「陰宅風水」の基礎となった（目崎は『葬書』を晋代の成立としている）。「風水」の思想は唐代（7世紀頃）に非常に盛んになり、陰陽説や五行説が取り入れられ、唐代末（9世紀）には形成学派（巒頭）が誕生する。さらに、宋代（11世紀）には羅盤をもって吉凶を占う方位学派（理気）が誕生する。明・清時代になると両者の区別はあいまいになり、羅盤を扱う技術もより発展して現在の「風水」となる、とする。
1960年代の日本に透派奇門遁甲（奇門風水）を伝えた台湾出身の漢学者にして風水師の張明澄によれば、風水という言葉は『周易』の「水風井卦」が語源だという。易卦は、下から順に「初爻」「二爻」「三爻」と立卦するもので、先に「風」（内卦）があって後に「水」（外卦）というのが本来の順序である。「井」とはそのまま井戸のことであり、井戸を掘る場所、つまり人が住む場所を決めるための技術が「風水」だったという考察である。風水の理論構成は、巒頭と理気の別を問わず、易卦理論が基礎にあり、風水という言葉の起源もまた『周易』にあるという。ただし、これは張明澄を祖とする明澄透派の独自の理論であり、学術的には上記の説が取られている。
風水については『葬書』の他に『地理四弾子』『入地眼全書』『狐首経』『青嚢経』『青烏経』といった典籍があり、後世に影響を与えた。

### 宋易と風水
漢代から宋代にかけての儒易の系譜は、経典儒と呼ばれ、四書五経を重んじ、礼儀を第一に尊ぶ規範としての学問である。『易経』は占卜の書とはいっても、もっぱら儒教の倫理を説き、儒家としての正しい処世を求めるため、経文の解釈はもっぱら十翼に偏向した。
しかし、宋代から明代にかけて、儒易の系譜は、横渠学・朱子学・陽明学へと連なる、理学という学問体系を形成した。
まず、北宋時代に入ると、易卦を数理的に解釈する、象数易というものが誕生した。象数家の系譜は、円図・方図を作ったとされる陳摶（陳希夷）に始まり、种放・穆修・李之才（李挺之）、そして『皇極経世』を編んだ邵雍（邵康節）などの人脈を生んだ。
円図・方図は、現代に続く風水の系譜のなかで亜流となっている元合派、つまり三元派や三合派と呼ばれるグループの理論的な拠り所である。
五術のなかでも、成立年代が古く、宋以前からある「三式」即ち、太乙神数、奇門遁甲、六壬神課などは、理気においても円図・方図を根拠とはしないことからも、元合派の成立は宋の象数易以後であると考えられる。
　宋代の経典儒としては、『太極図説』を編み「後天優勢、以学為志」を説いた周敦頤（周濂渓、1017-1073）、「気即理」を説き「横渠学」を立てた張載（張横渠、1020-1077）、そして「性即理」「天理」を説いた程顥（程明道、1032-1085）と「心即理」「理気二元」を説いた程頤（程伊川、1033-1107）の兄弟が「理」について異論を唱え、それぞれの学派を形成する。

### 明澄派（明澄透派）の風水
台湾出身の風水師である張明澄（占術家としては「張耀文」を名乗る）を祖とする占術の一派で、1960年代に来日した張によって日本に伝えられた。風水の思想と、中国の古代の占術である奇門遁甲や、易、四柱推命などが混合された独自の理論を持つ。そのため、風水ではなく奇門遁甲（遁甲風水）の一派とされることもある。
張明澄は1970年代に日本に移住（後に帰化）したため、張の弟子である内藤文穏らによって、日本に一派を形成した。そのため、日本で出版された奇門遁甲解説書の中には、奇門遁甲を風水の一派とみなし、玄空派風水を奇門遁甲の「門派」としているものなど、風水や占術に関する他派の見解や学術的な見解と異なった主張を取るものがある。ただし、風水の主流派とは異なる見解を持つ風水師がいて、それが一派を形成したりすることはそれほど珍しくは無く、中国本国でも風水の流派は非常にたくさんある。
なお、玄空派は奇門遁甲の門派であり、独自の『奇門遁甲天書』を伝承する、というが、『地理辨正折義』によれば玄空派の風水理論が奇門遁甲を「主地」として独自に発展したものである。玄空派の祖とされる蒋大鴻（1616－1714）の『地理辨正』を注釈した『地理辨正折義』に、蒋大鴻の高名な弟子である姜堯章による注釈があり、中でも『都天寶照経』中篇巻四に「天有三奇地六儀，天有九星地九宮，十二地支天干十，干屬陽兮支屬陰」「蓋奇門主地；從洛書來，與地理大卦，同出一原」とあり、玄空派の風水理論が奇門遁甲を「主地」として発展したものとわかる。また「天有九星地九宮」とあることから、当時から奇門遁甲には「九星」と「九宮」が使われていた。

## 数秘術
姓名判断の数運と併用して数字を占う数秘術があり、8・168・358が最大吉の数字とされており、その次が15･24･31･32･52とされている。168は東洋占星術だけではなく世界規模で大吉数とされており、358も旧約聖書の中で聖なる数字として紹介されており、西遊記の沙悟浄・孫悟空・猪八戒の名前に3・5・8が含まれている（ただし沙の三水は旧字体では4画）。

## 世界の風水

### 日本
上記のとおり、中国での風水理論の完成は宋から明代であるが、それ以前の飛鳥・奈良時代に日本に伝わった理論が独自の発展を遂げた。特にそれは陰陽道や家相として発展した。平城京・平安京の立地が風水に則っているとされるが、その当時採用された「四神相応」は、四神の方角が固定化されているなど、すでに日本独自の理論となっていたものであり、現代的な「風水」とは全く関係が無いことに留意すべきである。
江戸の建設に深く関わった人物（天海など）が風水に通じていた、もしくは都市計画に風水を採用したという文献は存在しない。あえて言うならば前述の陰陽道や宿曜道などの影響が想像できる。
尋常小学校の教科書には「卜筮、御鬮、人相、家相、鬼門、方位、九星、墨色等を信ぜぬこと」とあった 。
日本では「風水」の語が現代までほとんど知られず、目崎茂和は「風水の無い風土」と表現していた。しかし、1994年に荒俣宏の『風水先生』が刊行され、風水が大きなブームとなり、その概念が広く知られるようになった。

### 朝鮮半島
朝鮮半島にも中国から風水が伝わり、都の場所や、墓の場所を定めるのに、大きな影響を与えている。新羅末期に道詵によって広く流布され、高麗時代に盛んとなり、当時の首都・開京では風水を完璧なものにするための寺塔建設が行われた。一方、副都・西京（平壌）では、風水のより優れた西京に遷都すれば高麗の勢いは回復すると主張する仏教僧・妙清の説が反響を呼び、妙清の乱に発展した。朝鮮王朝（李氏朝鮮）になってからの首都の移転や、王宮である景福宮の建設についても風水をもとに検討された。李朝末期に朝鮮を訪れたアーソン・グレブスト（sv:Willy Grebst）は『悲劇の朝鮮』の中でソウルに住みたがる理由の1つとして風水を理由として墓を残したいからだと綴っている。日本統治時代の朝鮮では、村山智順が風水を研究し『朝鮮の風水』にまとめている。現代の韓国では、日本が韓国の山に杭を打って朝鮮の民族精気を奪おうとしたと主張する日帝風水謀略説が語られている。金泳三大統領は実際に1995年2月から全国調査を行って、約180本の測量用の鉄杭除去を国家事業として行った。

### 欧米
欧米では、20世紀後半から風水の研究が広く行われている。これは、文化大革命で人材が中国から国外へ流出したためである。
欧米においても徐々に受け入れられていき、ビジネスや建設において風水を活用する事例もみられるようになってきた。ただし、1873に出版されたErnest J. Eitel著のFeng Shui or the Rudiments of Natural Science in Chinaにおいて、著者のEitelは風水に対して否定的な見解をしめしつつも、西洋世界に風水を紹介している。この著作には羅盤の詳しい解説が含まれている。著者のEitelは中国に派遣された宣教師である。
なお、最近ではインド伝統のヴァーストゥ・シャーストラも徐々に広まってきている。
日本文化に造詣が深い、イギリスの風水協会会長を務めたサイモン・ブラウン（Simon Brown)の風水の著書は、全世界で100万部以上のベストセラーとなる。The Feng Shui Bible,Practical Feng Shuiは日本語訳でも出版されており、サイモン氏のセミナーはヨーロッパのみならず、日本でも開催されている。

## 関連書籍
- 寺本健三『風水説研究』（京都・中西印刷）2016年
- 荒俣宏 『風水先生―地相占術の驚異』 集英社 1994年 ISBN 9784087481594
- 塚田眞弘 『化殺風水』説話社 2000年 ISBN 4916217101
- 野崎充彦 『韓国の風水師たち - 今よみがえる竜脈』 人文書院 1994年
- 本間博文 『住まい学入門(放送大学教材)』放送大学教育振興会　2007年　ISBN 4595307225
- 三浦國雄 『風水講義』文藝春秋　2006年　ISBN 4166604880
- 村山智順 『朝鮮の風水』（復刻版）国書刊行会 ISBN　978-4-336-01313-2
- 目崎茂和 『図説 風水学 - 中国四千年の知恵をさぐる』 東京書籍 1998年 ISBN 9784487793457
- 何曉昕、宮崎順子訳 『風水探源』中国風水の歴史と実際　人文書院  ISBN 4409410601
- 宮内貴久『風水と家相の歴史』歴史文化ライブラリー　吉川弘文館、2009年　ISBN 978-4642056700、オンデマンド版　2021年　ISBN 9784642756709